# 셜록 자동화 디자인 분석
Sherlock ADA(Automated Design Analysis) 신뢰성 예측 소프트웨어는 신뢰성 물리학분석(Reliability Physics Analysis, RPA) 또는 고장물리기반 분석(PoF Based Analysis)방법을 사용하는
글로벌 상용제품의 이름이다.  미국 메릴랜드 주의 DfR Solutions(2019년 5월 1일 Ansys에 인수 합병)사가 2011년 개발하여 시장에 출시한 이후 고신뢰성 전자제품의 신뢰성 예측 용도로
활발히 사용되고 있다.  Sherlock 은 전자제품에 내재된 주요 고장메커니즘에 따른 고장의 근본원인을 규명하고 이를 기초로 신뢰성(수명)을 예측 할 수 있다.  주로 열-기계적 부하에 대한 하드웨어의
신뢰성을 예측하는 용도로 쓰인다. 또한, 실제 샘플이 없더라도 제품 설계만으로도 신뢰성을 예측할 수 있어 테스트에 기반한 전통적인 신뢰성 개선(Reliability Growth)방법을 보완하는 용도로 사용되고 있다.
한국에서는 2012년부터 (주)엑슬리트엣지가 총판으로서 판매와 기술지원을 하고 있으며, 세계 시장은 물론 국내에서도 주로 자동차, 우주항공 등의 시장의 고객들에게 OEM 요구요건의 충족,
ISO 26262와 같은 표준준수, 과도한 테스트부담의 축소와 높은 투자회수율을 주요 차별적 강점을 제시하고 있다.